# Ümit Aydın
Ümit Aydın (* 16. Januar 1980 in Istanbul) ist ein ehemaliger türkischer Fußballspieler.

## Karriere

### Im Verein
Ümit Aydın begann seine Karriere 1998 bei Galatasaray Istanbul. Nachdem Aydın seinen Vertrag bei Galatasaray unterschrieben hatte, wurde er an Petrol Ofisi SK ausgeliehen. Im Sommer 1999 folgte eine weitere Leihe an Konyaspor. Sein Ligadebüt für die Gelb-Roten machte der Mittelfeldspieler am 30. September 2000 gegen Gençlerbirliği Ankara.
Am 15. Januar 2001 wurde sein Vertrag mit Galatasaray aufgelöst und Aydın wechselte zu Keskinspor. Eine Woche später wurde er an Türk Telekomspor ausgeliehen. Nach seiner Zeit bei Türk Telekomspor wechselte Aydın durchgehend die Vereine. Die nächsten Stationen hießen unter anderem Altay Izmir, Adanaspor, Beşiktaş Istanbul, Denizlispor, Ankaraspor, Antalyaspor, Eskişehirspor und Kayserispor.
Aydın beendete seine Karriere 2010 bei Büyükçekmece Tepecikspor.

### In der Nationalmannschaft
Aydın spielte von 1997 bis 2000 für die türkische U-17, U-18, U-19 und U-20.